# John Tovey, 1. Baron Tovey

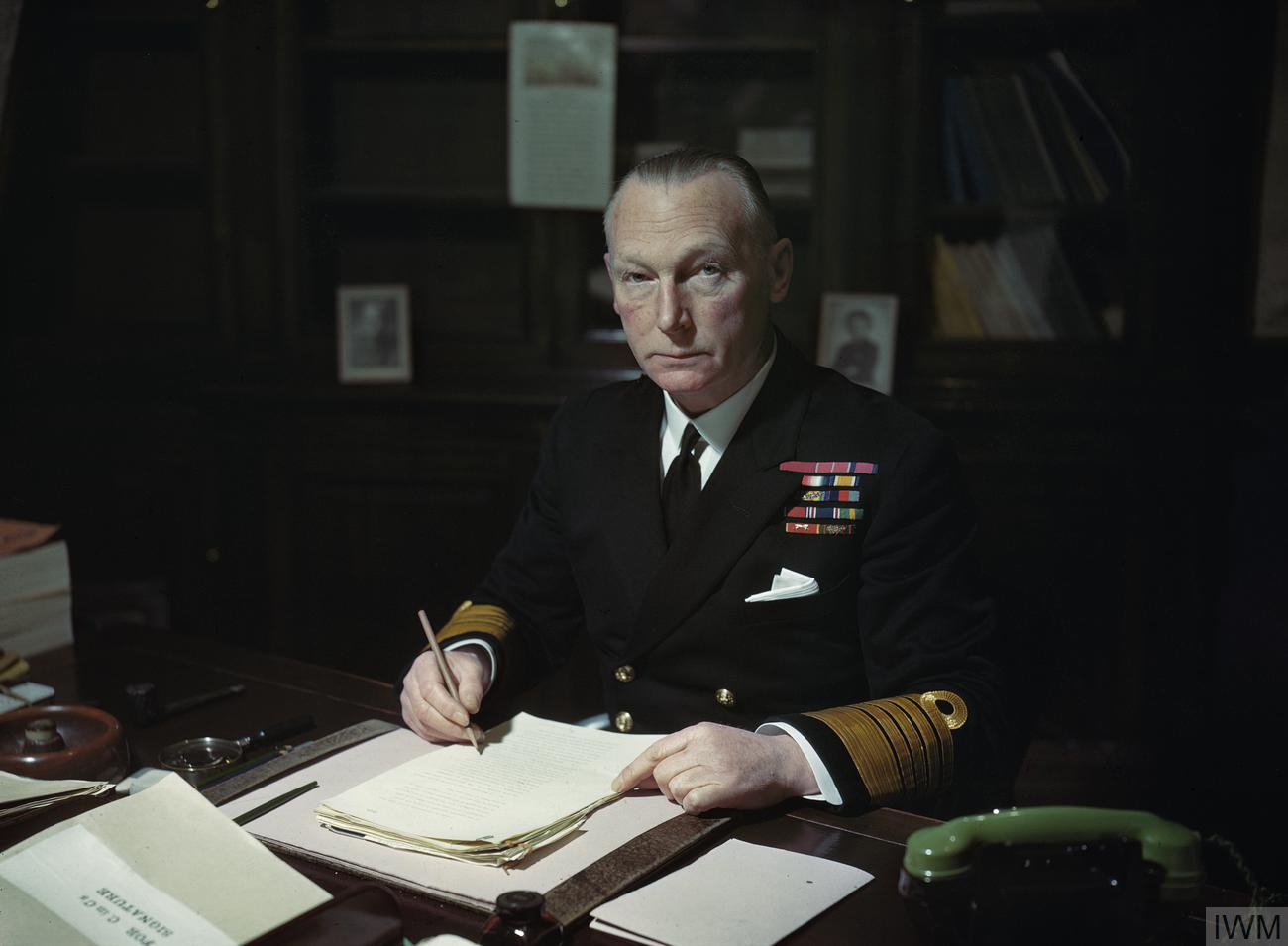
Admiral of the Fleet Sir John C. Tovey, 1945

John Cronyn Tovey, 1. Baron Tovey, GCB, KBE, DSO, DCL (* 7. März 1885 in Borley Hill, Rochester, Kent; † 12. Januar 1971 in Funchal, Madeira, Portugal) war ein britischer Admiral; 1940–42 Oberbefehlshaber der Home Fleet und 1943 Admiral of the Fleet.

## Leben
„Jack“ Tovey wurde als Sohn des Oberstleutnants Hamilton Tovey, R.E., geboren; seine Mutter war eine Kanadierin aus Halifax, Nova Scotia. Da seine Eltern im Ausland lebten, besuchte er sieben Jahre lang die Durnford Preparatory School for Boys in Langton Matravers, Dorset. Er scheint eine glückliche Kindheit dort erlebt zu haben, denn er hielt noch jahrelang den Kontakt mit dem Schulleiter, Thomas Pellatt, und seiner Frau aufrecht und wählte ein halbes Jahrhundert später seinen Adelstitel, Baron Tovey, of Langton Matravers, nach diesem Ort.
Im Januar 1900, kurz vor seinem 15. Geburtstag, trat Tovey als Seekadett im Britannia Royal Naval College in die Königliche Marine ein. Nach seiner Ausbildung fuhr er als Midshipman auf dem Schlachtschiff Majestic, dem Flaggschiff des Kanalgeschwaders unter Adm. Sir Arthur Wilson, VC Danach folgten drei Jahre auf dem Kreuzer HMS Ariadne, dem Flaggschiff der Nordamerika- und Westindienstation, unter Vizeadmiral Sir Archibald L. Douglas. 1905 besuchte er mehrere Lehrgänge über Schiffsartillerie, Torpedos, Navigation und Lotsenkunde. 1911 ging er an Bord des Zerstörers Patrol in der 1. Flottille.

### Erster Weltkrieg
Bei Ausbruch des Ersten Weltkrieges war er Erster Offizier (First Lieutenant) des Leichten Kreuzers Amphion. Die Amphion war durch die Versenkung des deutschen Minenlegers Königin Luise am 5. August 1914 das erste britische Kriegsschiff, das an Kampfhandlungen beteiligt war. Sie lief am Tag darauf auf eine von der Königin Luise gelegte Mine und sank. Tovey diente danach in selber Position auf dem Nachfolgeschiff der Amphion, der Faulknor.
Am 13. Januar 1915 erhielt Tovey sein erstes eigenes Kommando – das erste einer langen Reihe von Zerstörerkommandos – auf dem Zerstörer Jackal. Am 7. Mai 1916 wechselte er auf die Onslow (13. Zerstörerflottille), mit der er als Eskorte des Seeflugzeugmutterschiffs Engadine an der Skagerrakschlacht (31. Mai 1916) teilnahm. Die Onslow wurde dabei so stark beschädigt, dass sie nicht mehr fahrtüchtig war und nach Aberdeen zurückgeschleppet werden musste. Lieutenant Commander Tovey wurde für seine Tapferkeit in der Schlacht („persistent and determined manner in which he attacked enemy ships“) zum Commander (Fregattenkapitän) befördert und drei Jahre später mit dem Distinguished Service Order ausgezeichnet. 1917 kommandierte er den Zerstörer Ursa und danach die Wolfhound.

### Zwischenkriegszeit
Nach dem Krieg besuchte Tovey von Mai 1919 bis Juni 1920 das Royal Naval Staff College in Greenwich. Danach wechselten verschiedene Stabsverwendungen und Bordkommandos auf Zerstörern einander ab. 1923 zum Captain befördert kommandierte er von 1925 an als Captain (D) die Reserve-Zerstörerflottille unter Cunningham, damals Captain-in-Charge der Columbine in Port Edgar im Firth of Forth. Port Edgar stand zwar unter der Aegide des Kommandierenden Offiziers Schottische Küste in Inverkeithing, unterstand aber nominell dem Oberbefehlshaber Atlantikflotte, Admiral Sir Henry Oliver.
Während dieser Zeit wurden beide Offiziere vom Chef des Stabes und Commodore (D) der Atlantikflotte wegen Kompetenzüberschreitung vor einen Untersuchungsausschuss gestellt. Sie hatten selbständig einen Plan zur Ausbildung von jungen Seeleuten ausgearbeitet und der Admiralität vorgelegt, ohne diesen vorher vom Oberbefehlshaber der Atlantikflotte genehmigen zu lassen. Als Cunningham den Kommodore während der Sitzung nach der Kopie fragte, die er ihm vorsichtshalber zur Weiterleitung an den Admiral zugeleitet hatte, und der Kommodore diese dann tatsächlich in seinen Unterlagen fand, wurde der Ausschuss eingestellt. Admiral Oliver selbst war bei der späteren Besichtigung mit allen Punkten des Ausbildungsgangs einverstanden.
1927 verbrachte Tovey ein Jahr am Imperial Defence College und war dann von 1930 bis 1932 Naval Assistant des Zweiten Seelords in der Admiralität. 1931 leitete er mit Captain Somerville eine Untersuchung der Invergordon-Meuterei. Von 1932 bis 1934 war er Kapitän des Schlachtschiffs Rodney. Für ihren zerstörererfahrenen neuen Kapitän war die Rodney mit ihrem langen Vorschiff, den drei Geschütztürmen und ihren 35.000 Tonnen Wasserverdrängung das erste große Schiff (Zerstörer hatten ca. 2.000–2.500 Tonnen) und er musste sich an deren Steuerung und Handhabung erst gewöhnen – wie übrigens auch Cunningham auf demselben Schiff wenige Jahre zuvor, der zu seinem Entsetzen feststellen musste, dass sich auf der Rodney 19 leitende Lieutenant Commanders und Lieutenants die Arbeit teilten, für die seiner Meinung nach ein Midshipman oder Petty Officer genügt hätte. Die Rodney war außerdem eines der Schiffe, von denen aus die Invergordon-Meuterei ausgegangen war, und es war Toveys Aufgabe, die Erinnerung daran möglichst schnell zu tilgen. Dies gelang ihm innerhalb kurzer Zeit, indem er die Mannschaft zu Höchstleistungen trainierte, wenn er auch nicht immer mit seinem Vorgesetzten, Admiral John Kelly, Befehlshaber der Atlantikflotte, übereinstimmte. Tovey zitierte später noch häufig einen Satz aus Kellys vertraulichem Bericht an die Admiralität:
„Captain Tovey shares one characteristic with me. In myself I call it tenacity of purpose; in Captain Tovey I can only describe it as sheer bloody obstinacy“.
(dt.: „Kapitän Tovey und ich haben einen Charakterzug gemeinsam. Bei mir nenne ich ihn Zielstrebigkeit, bei Kapitän Tovey kann ich ihn nur als verdammte Halsstarrigkeit bezeichnen.“)
1935 wurde Tovey Commodore Royal Naval Barracks in Chatham und sieben Monate später auf demselben Dienstposten zum Konteradmiral befördert. 1937 wurde er zum Companion des Order of the Bath (C.B.) ernannt.

### Zweiter Weltkrieg

#### Befehlshaber der Zerstörerflottillen der Mittelmeerflotte
Im März/April 1938 wechselte er als Rear-Admiral (Destroyers) zur Mittelmeerflotte (Adm. Sir Andrew Cunningham), mit dem Leichten Kreuzer Galatea als Flaggschiff und wurde im folgenden Jahr zum Vizeadmiral befördert. Als Italien 1940 Großbritannien den Krieg erklärte, war Tovey Vice Admiral Light Forces (Juni 1940) und stellvertretender Befehlshaber der Mittelmeerflotte. Er war in dieser Funktion für den Schutz der Konvois nach Malta und in den Nahen Osten verantwortlich. Im Juli 1940 führte er in der Seeschlacht vor Kalabrien (→ Seeschlacht bei Punta Stilo) die leichten Schiffsverbände und war zehn Tage später an der Versenkung des italienischen Kreuzers Bartolomeo Colleoni durch die Sydney beteiligt.

#### OberbefehlshaberHome Fleet
Am 2. Dezember 1940 wurde Tovey auf Cunninghams Vorschlag im Rang eines amtierenden Admirals zum Oberbefehlshaber der Home Fleet in Scapa Flow ernannt. In dieser Funktion hatte er mehrere Zusammenstöße mit dem Ersten Seelord Dudley Pound und Winston Churchill. Unter anderem wollte er nach schweren Verlusten 1942 die Nordmeergeleitzüge einstellen. Seine bis heute bekannteste Aktion war die Jagd der Home Fleet auf das deutsche Schlachtschiff Bismarck, die Tovey von seinem Flaggschiff, der King George V, aus führte (→ Unternehmen Rheinübung). Nach erfolgreicher Versenkung der Bismarck wurde Tovey zum Knight Commander des Order of the British Empire ernannt; zum Knight Commander des Order of the Bath war er schon in den New Year Honours 1941 ernannt worden. Zu beiden Auszeichnungen erhielt er vom König bei dessen beiden Besuchen in Scapa Flow persönlich den Ritterschlag.

#### OberbefehlshaberThe Nore
1943 wurde er nach Ablauf der normalen Stehzeit von 2½ Jahren auf eigenen Wunsch von seinem Kommando abgelöst und übernahm am 7. Juli als Oberbefehlshaber das Nore Command in Chatham (Commander-in-Chief, The Nore), Flaggschiff Pembroke, an der Themsemündung. In dieser Position war er verantwortlich für die Konvois an der Ostküste, Minenräumoperationen und außerdem an den Vorbereitungen der britischen Marine für die alliierte Invasion in Sizilien 1943 (Operation Husky) und Nordfrankreich 1944 (Operation Neptune) beteiligt. Am 22. Oktober 1943 wurde er zum Admiral of the Fleet ernannt. Von 1945 bis 1946 war er außerdem Erster Marineadjutant des Königs (First and Principal Naval ADC to the King).

### Ruhestand
Am 15. Februar 1946 wurde er als Baron Tovey, of Langton Matravers in the County of Dorset, zum erblichen Peer erhoben und erhielt dadurch einen Sitz im House of Lords. Er zog sich im selben Jahr aus dem aktiven Dienst zurück, blieb aber als Flottenadmiral bis zu seinem Tod nominell aktiver Marineoffizier. Er war zwar – wie auch Somerville und Fraser – kurze Zeit als Nachfolger Andrew Cunninghams für das Amt des Ersten Seelords im Gespräch, wurde es aber nicht, weil dieser John Cunningham (kein Verwandter) favorisierte.
Lord Tovey hatte in den nächsten Jahren mehrere Ehrenämter inne, bis er diese wegen der schweren Arthritis seiner Frau aufgeben musste. Er starb am 12. Januar 1971, ein halbes Jahr nach seiner Frau Aida, auf Madeira. Sein Adelstitel erlosch mit seinem Tod, da er keine Söhne hatte. Er wurde auf dem Godslington Cemetery in Swanage beigesetzt; eine öffentliche Trauerfeier fand 1972 in der Westminster Abbey statt. 1974 wurde in der alten Kirche von Langton Matravers eine Gedenktafel enthüllt. Dort hängt auch seine Flagge.

## Beförderungen
- 30. Juni 1916: Commander
- 31. Dezember 1923: Captain
- 27. August 1935: Konteradmiral
- 3. Mai 1939: Vizeadmiral
- 1940: amtierender Admiral
- 30. Oktober 1942: Bestätigung des Dienstgrads Admiral
- 22. Oktober 1943: Admiral of the Fleet

## Orden und Ehrenzeichen
- 2. November 1917: französisches Croix de guerre
- 1. Oktober 1917: Russischer Orden der Heiligen Anna 3. Klasse
- 1919: Distinguished Service Order
- 1937: Companion of the Bath (CB)
- 1. Januar 1941: Knight Commander of the Bath (KCB)
- 14. Oktober 1941: Knight Commander of the British Empire (KBE)
- 13. April 1943: Knight Grand Cross of the Bath (GCB)
- 29. Februar 1944: sowjetischer Suworoworden 1. Klasse für die Sicherung der Konvois
- 28. Mai 1946: Commander der amerikanischen Legion of Merit
- 15. April 1947: Großkreuz des griechischen Phoenix-Ordens

## Veröffentlichungen
- God and the War: A Steadfast Belief in Prayer – World's Evangelical Alliance, London, 1944
- Why Do I Believe in God? – World's Evangelical Alliance, London, 1949